# فيكتور بوت
فيكتور بوت (بالروسية: Виктор Анатольевич Бут) (مواليد 13 يناير 1967، في دوشنبه، طاجيكستان السوفيتية) تاجر أسلحة الأكثر شهرة وتأثيراً في العالم. تميز ببيعه للأسلحة للدول التي تخضع لحظر من منظمة الأمم المتحدة. لقبته بعض وسائل الإعلام بملك الموت أو تاجر الموت. وحسب بعض التحاليل، لولا بيع فيكتور بوت الأسلحة للأطراف المتنازعة لما تواصلت الحروب في السودان، ليبيريا، أنغولا، جمهورية الكونغو الديمقراطية وسيراليون، تم إنتاج فلم يشبه قصته بعنوان ملك الحرب وقام نيكولاس كيج بأداء دور البطولة فيه.

## تبادل الأسرى
في مايو 2022، ذكر خبر في مجلة فوربس أن إدارة بايدن عرضت بوت مقابل إطلاق سراح لاعبة الاتحاد الوطني لكرة السلة للسيدات بريتني غرينر. تم اعتقال جرينير من قبل ضباط الجمارك في مطار شيريميتيفو الدولي لحيازتها مخدرات غير قانونية في روسيا، والتي واجهت بسببها من 5 إلى 10 سنوات في السجن. في يوليو من السنة ذاتها، حصل الاقتراح على مزيد من الدعم من جو بايدن. في 27 يوليو، قال وزير الخارجية الأمريكية أنتوني بلينكين إن الولايات المتحدة قدمت «عرض جوهري» لروسيا للإفراج عن غرينر، وبول ويلان، وهو أمريكي آخر أدين بأنشطة تجسس في روسيا، لكنه امتنع عن الإفصاح عما ستقدمه الولايات المتحدة بالمقابل. في نفس اليوم، ذكرت شبكة CNN أن الولايات المتحدة عرضت تسليم بوت مقابل الإثنين.
في 8 ديسمبر 2022، تم تبادل الأسرى بين روسيا والولايات المتحدة، بريتني غرينر مقابل فيكتور بوت الذي تم في مطار البطين على أرض الإمارات العربية المتحدة.